# Dijana Bolanča
Dijana Bolanča (Šibenik, 30. listopada 1974.) je hrvatska kazališna, televizijska, filmska glumica i redateljica.

## Filmografija

### Televizijske uloge
- "Naši i vaši" kao Iva Rašelić (2000. – 2002.)
- "Kad zvoni?" kao prodavačica (2005.)
- "Odmori se, zaslužio si" kao Biba Kosmički #1 (2006. – 2007.)

### Filmske uloge
- "Letač Joe i Marija smjela" kao djevojka (1996.)
- "Rusko meso" kao Mimi (1997.)
- "Dobrodošli u Sarajevo" kao Ninina suradnica (1997.)
- "Puna kuća" (1998.)
- "Četverored" kao Volođina tajnica (1999.)
- "Crna kronika ili dan žena" (2000.)
- "Reci Saša, što je?" (2002.)
- "Generalov carski osmijeh" (2002.)
- "Ne pitaj kako!" kao policajka (2006.)
- "Trampolin" kao medicinska sestra (2016.)

### Sinkronizacija
- "Stuart Mali 2" kao Mandica [Melanie Griffith] (2002.)
- "Kralj lavova" (franšiza) kao Nala (2003. – 2004.)

## Vanjske poveznice
- Dijana Bolanča u internetskoj bazi filmova IMDb-u (engl.)